# Neocrex
A  Neocrex a madarak osztályának darualakúak (Gruiformes) rendjébe és a  guvatfélék (Rallidae) családjába tartozó nem.

## Rendszerezésük
A nemet Philip Lutley Sclater és Osbert Salvin írták le 1869-ben, az alábbi fajok tartoznak ide:
- aranycsőrű vízicsibe (Neocrex erythrops)
- kolumbiai vízicsibe (Neocrex colombianus)

## Előfordulásuk
Közép-Amerika és Dél-Amerika területén honosak. Természetes élőhelyeik a szubtrópusi és trópusi elöntött területek, mocsarak és lápok, valamint ültetvények.

## Megjelenésük
Testhosszuk 20 centiméter körüli.